# Ꜽ
Ꜽ, ꜽ – litera rozszerzonego alfabetu łacińskiego wykorzystywana dawniej w języku staronordyjskim. Odpowiadała dźwiękom [ɔ̃] (nosowemu o), [øː] (samogłosce półprzymkniętej przedniej zaokrąglonej w iloczasie) i [ey].

## Kodowanie
| Znak                   | Ꜽ                       | Ꜽ                       | ꜽ                     | ꜽ                     |
| ---------------------- | ----------------------- | ----------------------- | --------------------- | --------------------- |
| Nazwa w Unikodzie      | Latin Capital Letter Ay | Latin Capital Letter Ay | Latin Small Letter Ay | Latin Small Letter Ay |
| Kodowanie              | dziesiątkowo            | szesnastkowo            | dziesiątkowo          | szesnastkowo          |
| Unicode                | 42812                   | U+A73C                  | 42813                 | U+A73D                |
| UTF-8                  | 234 156 188             | ea 9c bc                | 234 156 189           | ea 9c bd              |
| Odwołania znakowe SGML | &#42812;                | &#xA73C;                | &#42813;              | &#xA73D;              |